# يوج إيتو
يُوجِ إيتو (باليابانية: 伊藤 裕二) (20 مايو 1965 في كوانا في اليابان – )؛ هو لاعب كرة قدم ياباني سابق كان يلعب كحارس مرمى.

## وصلات خارجية
- يوج إيتو على موقع رابطة كرة القدم اليابانية للمحترفين (اليابانية)
- يوج إيتو على موقع عالم كرة القدم.نت (الإنجليزية)